# Schwarzweiß-Gleithörnchen
Das Schwarzweiß-Gleithörnchen (Hylopetes alboniger) ist eine Hörnchenart aus der Gattung der Pfeilschwanz-Gleithörnchen (Hylopetes). Es kommt in Süd- und Südostasien vom Süden der Volksrepublik China und dem Himalaya bis in den Süden Vietnams vor.

## Merkmale
Das Schwarzweiß-Gleithörnchen erreicht eine Kopf-Rumpf-Länge von 17,5 bis 24,7 Zentimetern, der Schwanz erreicht eine Länge von 17,2 bis 22,7 Zentimetern und ist damit etwa so lang wie der Restkörper. Der Hinterfuß wird 36 bis 45 Millimeter lang, das Ohr erreicht eine Länge von 27 bis 36 Millimetern. Das Gewicht liegt zwischen 200 und 270 Gramm. Die Färbung der Tiere ist auf der Rückenseite mittel- bis rotbraun, während die Körperseiten, die Oberseite der Flugmembran, die Beine und die Oberseite des Schwanzes dunkelgrau bis schwarz sind. Die Bauchseite ist cremefarben und die Kehle ist weiß, von dort zieht sich die helle Farbe als Grauton über die Wangen bis unter die Augen und Ohren. Beide Seiten der Ohren sind mit kleinen schwarzen Haaren bedeckt. Anders als beim Phayre-Gleithörnchen (Hylopetes phayrie) ist der Schwanz nicht deutlich abgeflacht.
Die Paukenblase (Bulla tympanica) ist nicht so groß ausgebildet wie beim Phayre-Gleithörnchen, wo sie mehr als 20 % der Gesamtschädellänge ausmacht, und nimmt hier grundsätzlich weniger als 20 % ein. Das Hörnchen besitzt einen diploiden Chromosomensatz von 2n = 38 Chromosomen.

## Verbreitung

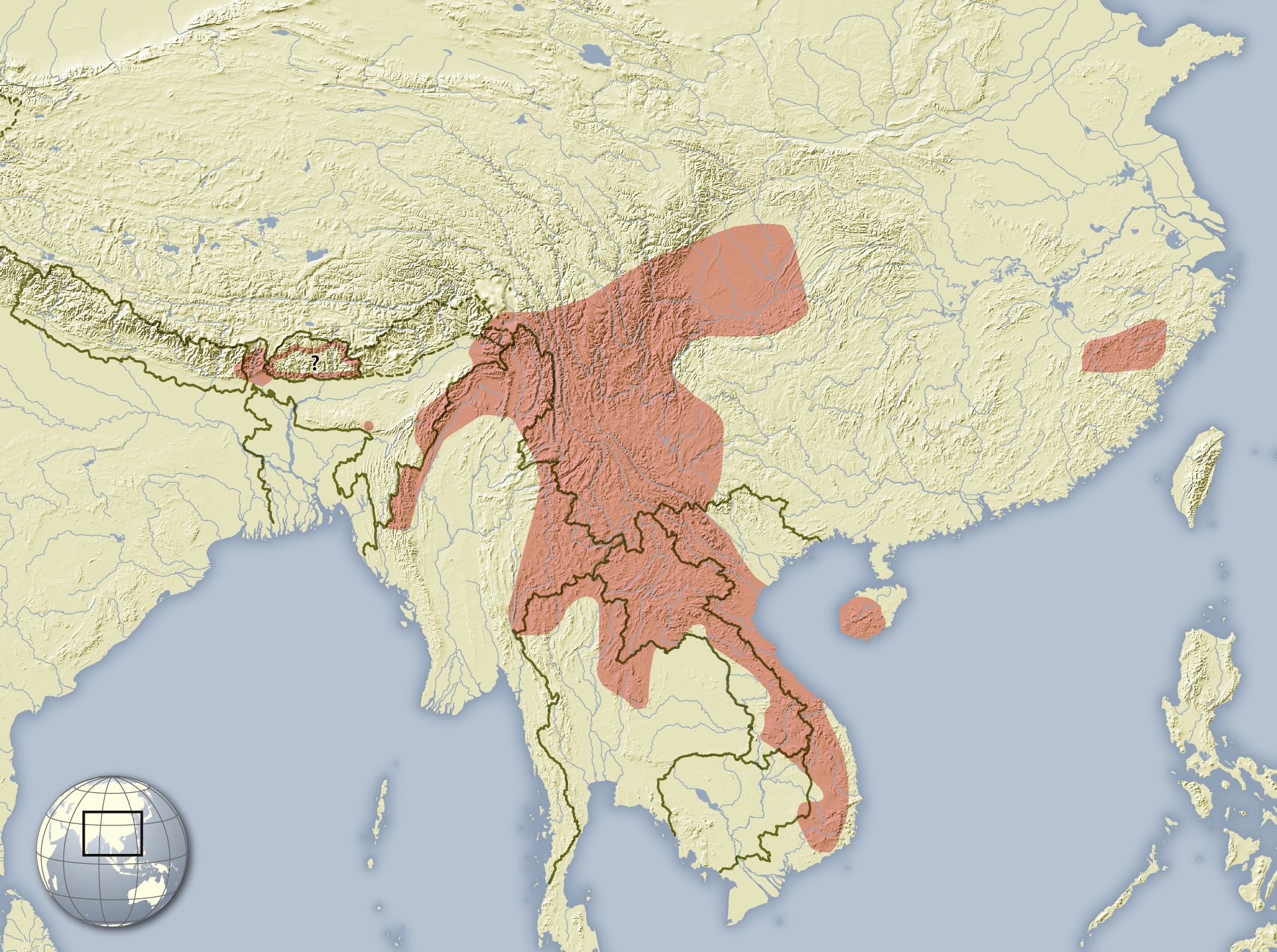
Verbreitungsgebiete des Schwarzweiß-Gleithörnchens

Das Schwarzweiß-Gleithörnchen kommt in Süd- und Südostasien vom Süden der Volksrepublik China und dem Himalaya bis nach Südostasien vor. Die Nominatform H. a. alboniger ist in der Zentral- und Nordregion Nepals, in Bhutan und dem äußersten Nordosten Indiens und in Bangladesch verbreitet. In China ist die Art mit mehreren Unterarten vertreten: So lebt H. a. leonardi im Nordwesten der Provinz Yunnan und H. a. chianfengensis endemisch auf der Insel Hainan während H. a. orinus in den Provinzen Yunnan, Sichuan, Guizhou, Guangxi und Zhejiang anzutreffen ist. Von hier zieht das Verbreitungsgebiet nach Myanmar, den Norden Thailands, Laos und Kambodscha bis in den Süden Vietnams.
Die Höhenverbreitung liegt in der Regel in Bereichen von 1500 bis 3400 Metern Meereshöhe, kann jedoch im Himalaya auch bis 4000 Meter betragen.

## Lebensweise
Das Schwarzweiß-Gleithörnchen ist streng baumlebend und nachtaktiv. Es baut seine runden Nester aus Eichen- und Farnblättern in Baumhöhlen, vor allem in Eichen oder Rhododendren, in denen es sich tagsüber aufhält. Es ernährt sich vor allem von Früchten und Nüssen, ergänzt durch Blätter und andere Pflanzenkost. Die Kommunikation erfolgt über hohe Pfiffe, über die die Tiere nachts gefunden werden können. Die Fortpflanzungszeit findet im Frühjahr vom April bis Mitte Juni statt, die Weibchen bekommen zwei bis drei Jungtiere pro Wurf.
In China lebt das Schwarzweiß-Gleithörnchen in der Regel sympatrisch mit einem oder mehreren Arten der Riesengleithörnchen (Petaurista). Auf Hainan kommt das Phayre-Gleithörnchen teilweise sympatrisch mit dem Schwarzweiß-Gleithörnchen vor.

## Systematik
Das Schwarzweiß-Gleithörnchen wird als eigenständige Art innerhalb der Gattung der Pfeilschwanz-Gleithörnchen (Hylopetes) eingeordnet, die aus neun Arten besteht. Die wissenschaftliche Erstbeschreibung stammt von Brian Houghton Hodgson aus dem Jahr 1836, der ein Individuum aus dem Norden Nepals beschrieb.
Innerhalb der Art werden nach Wilson & Reeder 2005 neben der Nominatform Hylopetes a. alboniger mit Hylopetes a. chianfengensis und Hylopetes a. orinus zwei weiteren Unterarten unterschieden. Smith & Yan Xie 2009 sowie Thorington et al. 2012 beschreiben zusätzlich die Unterart Hylopetes a. leonardi für den Nordwesten der Provinz Yunnan.

## Status, Gefährdung und Schutz
Das Schwarzweiß-Gleithörnchen wird aufgrund des großen Verbreitungsgebiets und der angenommen großen Bestände von der International Union for Conservation of Nature and Natural Resources (IUCN) als nicht gefährdet (least concern) eingeordnet.
Konkrete Angaben über Bestandszahlen existieren nicht. Obwohl es nur selten beobachtet wird und 1996 noch als gefährdet betrachtet wurde, werden vergleichsweise große Bestände angenommen und eine potenzielle Bestandsabnahme ist nicht so groß, dass eine andere Gefährdungszuordnung angenommen wird. Vor allem in Südasien wird jedoch von einem Bestandsrückgang ausgegangen. Als Hauptursachen des Rückgangs gelten der Lebensraumverlust durch die Umwandlung von Waldgebieten zu landwirtschaftlichen Flächen durch Brandrodung, die Anpflanzung kleinräumiger Holzplantagen, der Abbau von Bodenschätzen sowie der Ausbau von Siedlungen und Straßen. In einigen Gebieten im Nordosten Indiens wird die Art zudem als Nahrungsmittel gejagt.

## Parasiten
Eine spezifische Echte Tierlaus des Schwarzweiß-Gleithörnchens ist Hylophthirus spinosus.

## Belege
1. 1 2 3 4 5 6 7 8  Robert S. Hoffmann, Andrew T. Smith: Particolored Flying Squirrel. In: Andrew T. Smith, Yan Xie: A Guide to the Mammals of China. Princeton University Press, Princeton NJ 2008, ISBN 978-0-691-09984-2, S. 176.
2. 1 2 3 4 5 6 7  Richard W. Thorington Jr., John L. Koprowski, Michael A. Steele: Squirrels of the World. Johns Hopkins University Press, Baltimore MD 2012; S. 25–26. ISBN 978-1-4214-0469-1
3. 1 2  Robert S. Hoffmann, Andrew T. Smith: Indochinese Flying Squirrel. In: Andrew T. Smith, Yan Xie: A Guide to the Mammals of China. Princeton University Press, Princeton NJ 2008, ISBN 978-0-691-09984-2, S. 176.
4. 1 2 3 4 5 6 7  Hylopetes alboniger in der Roten Liste gefährdeter Arten der IUCN 2013.2. Eingestellt von: J.W. Duckworth, R.J. Tizard, S. Molur, 2008. Abgerufen am 28. Mai 2014.
5. 1 2 3  Hylopetes alboniger In: Don E. Wilson, DeeAnn M. Reeder (Hrsg.): Mammal Species of the World. A taxonomic and geographic Reference. 2 Bände. 3. Auflage. Johns Hopkins University Press, Baltimore MD 2005, ISBN 0-8018-8221-4.
6. ↑  Lance A. Durden, Lorenza Béati, Stephen E. Greiman, Alexei V. Abramov: A new genus and new species of sucking louse (Phthiraptera: Anoplura: Enderleinellidae) from the particoloured flying squirrel (Hylopetes alboniger) in Laos, and an updated identification key to enderleinellid genera. In: Zootaxa. 2024, Band 5405, Nummer 4, S. 545–561 doi:10.11646/zootaxa.5405.4.4.